# Stolzenfels (Schiff, 1979)
Die Stolzenfels ist ein Ausflugsschiff, das im Auftrag der Köln-Düsseldorfer Deutsche Rheinschiffahrt AG betrieben wird. Sie wird vorwiegend im Plandienst auf dem Mittelrhein zwischen Koblenz und Rüdesheim eingesetzt. Zusätzlich wird sie für Sonderfahrten eingesetzt, beispielsweise bei Rhein in Flammen oder der Mülheimer Gottestracht, einer in Köln-Mülheim an Fronleichnam stattfindenden Schiffsprozession.

## Geschichte

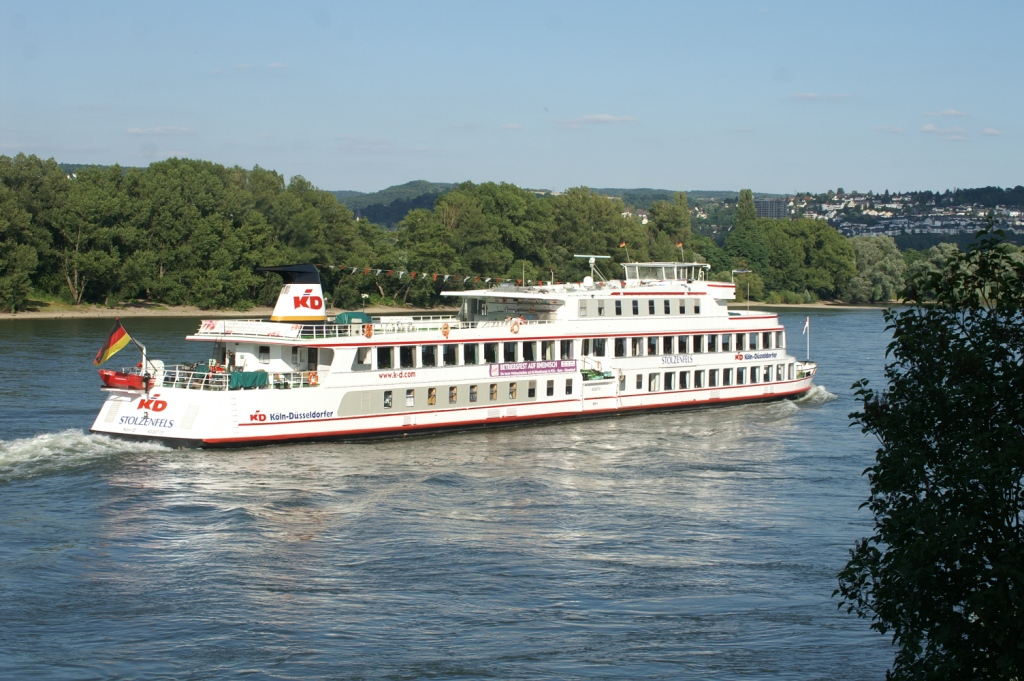
Die Stolzenfels bei Koblenz-Kesselheim

Das Fahrgastschiff wurde in den Jahren 1978 und 1979 durch die Schiffswerft Hilgers in Rheinbrohl unter der Baunummer 418 160 gebaut. Die Kiellegung erfolgte im August 1978, der Stapellauf am 14. April des Folgejahres. Die Werft lieferte das Schiff in der ersten Juniwoche aus. Am 8. Juni 1979 taufte Henny Högener, die Ehefrau des damaligen Düsseldorfer Oberstadtdirektors, das Schiff in Koblenz auf den Namen des Koblenzer Schlosses Stolzenfels. Die Baukosten betrugen 9,1 Mio. D-Mark. Ab dem 9. Juni setzte die Reederei die Stolzenfels vorwiegend auf dem Mittelrhein zwischen Koblenz und Rüdesheim im Plandienst ein.
Durch die zu kopflastige Verteilung des Gewichts bemängelte das Fahrpersonal ein schlechtes Fahrverhalten, damit verbunden war eine zu starke Fahrtwellenentwicklung. Im November 1982 baute die Hilgers-Werft zum Gewichtsausgleich eine provisorische 2,50 m lange Heckverlängerung in Höhe der Wasserlinie an. Diese erwies sich bei Testfahrten als nicht ausreichend, so dass dieses Provisorium um einen Meter verlängert wurde. Infolge der erlangten Erkenntnisse verlängerte Hilgers das Schiff im Februar 1983 um 3,20 m auf 79,84 m. Gleichzeitig wurden verschiedene Tanks im Unterdeck zur besseren Gewichtsverteilung an andere Stellen im Schiffsrumpf versetzt.
Im Dezember 2008 wurde das Schiff an die hundertprozentige Unternehmenstochter KD Europe S.à r.l in Luxemburg verkauft und anschließend im Januar 2009 in Valletta auf Malta registriert. Da die Schiffe der Köln-Düsseldorfer ihren Heimathafen mangels Hochsee-Tauglichkeit nicht erreichen können, werden sie im Niehler Hafen in Köln gewartet.

### Besondere Einsätze

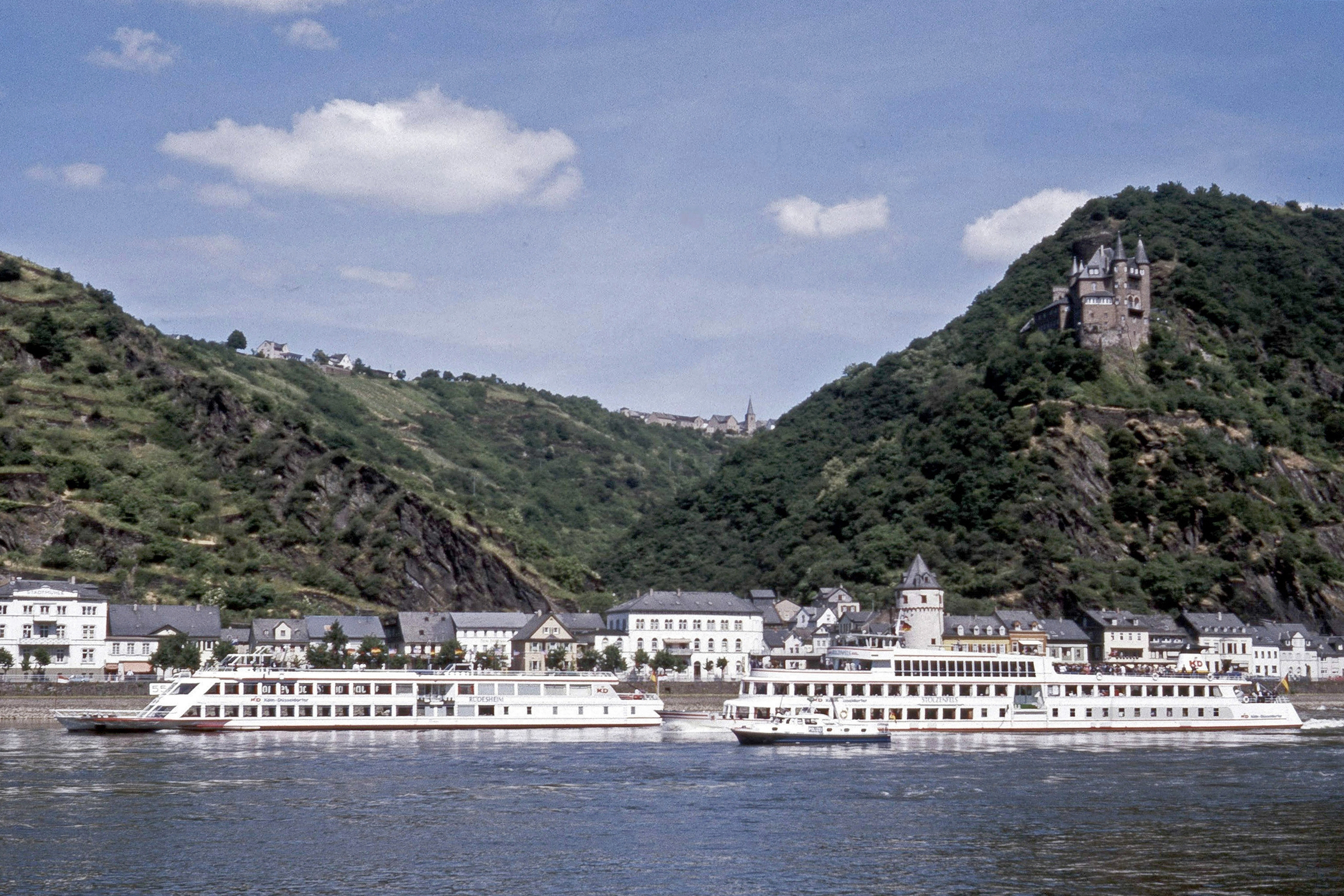
Die Stolzenfels bei der Rheinfahrt anlässlich des Staatsbesuchs von George Bush am 31. Mai 1989

- Festfahrt zwischen Bingen und Koblenz beim Staatsbesuch von Chalid ibn Abd al-Aziz, dem damaligen König von Saudi-Arabien.

- Beim Bonner NATO-Gipfel am 10. Juni 1982 fand auf der Stolzenfels eine Abendfahrt für die Repräsentanten der 16 Teilnehmerstaaten statt. Unter den Fahrgästen waren unter anderem Maggie Thatcher, Ronald Reagan und Helmut Schmidt.

- Anlässlich eines Staatsbesuchs des amerikanischen Präsidenten am 31. Mai 1989 fuhren George H. W. Bush und Helmut Kohl nebst Ehefrauen auf einer Sonderfahrt von Oberwesel nach Koblenz.

## Ausstattung

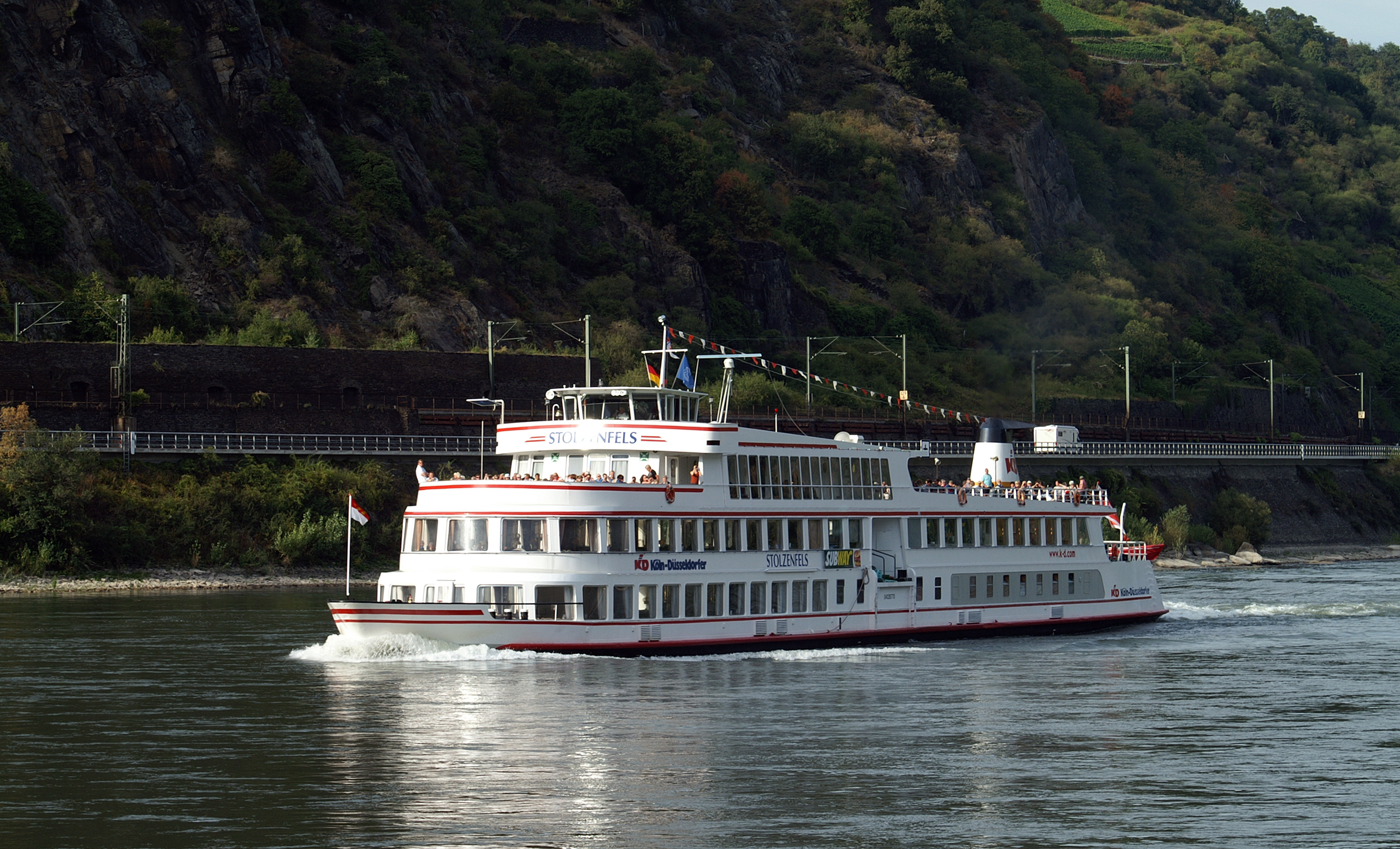
Auf Fahrt bei Oberwesel

Die Stolzenfels ist ein Vierdeck-Fahrgastschiff mit drei Salons in den geschlossenen klimatisierten Decks. Im nicht ausgebauten Unterdeck sind zwischen den im Vorderschiff liegenden Tanks für Trinkwasser, Kraftstoff und Fäkalien und den achtern installierten Klimaaggregaten und Maschinen, nur im Mittelschiff einige Kühl- und Vorratsräume eingerichtet worden, die über eine Treppe vom Hauptdeck für das Personal zugänglich sind. Bei Normalbestuhlung finden im Speisesaal im vorderen Hauptdeck 184 Personen Platz. Im durch den Treppenraum abgetrennten Hinterschiff wurden die Schiffsküche, die Getränkeausgabe sowie beidseitig jeweils sechs Mannschaftskabinen eingerichtet. Dahinter befindet sich am Heck der Maschinenleitstand, der über eine Treppe mit dem Maschinenraum verbunden ist. In der im Vorderschiff mit einer Bar ausgestatteten Lounge des Oberdecks finden 166 Gäste Platz, 120 im durch den Eingangsbereich abgetrennten Subway-Schnellrestaurant mit Salatbar. Im Anschluss daran liegen zwei weitere Mannschaftskabinen und ein offenes Achterdeck. Das mit einem Aufbau im Vorderschiff getrennte Sonnendeck ist für 500 Fahrgäste ausgelegt. In den Aufbau integriert wurden die Schiffstoiletten und vier Mannschaftskabinen. Richtung Hinterschiff wurde 1998 eine offene, überdachte Bar angelegt. Die Nutzfläche des Schiffes beträgt zirka 715 m², die Deckenhöhe 2,20 m. Die Stolzenfels ist für eine maximale Kapazität von 1000 Fahrgästen zugelassen.

## Technik

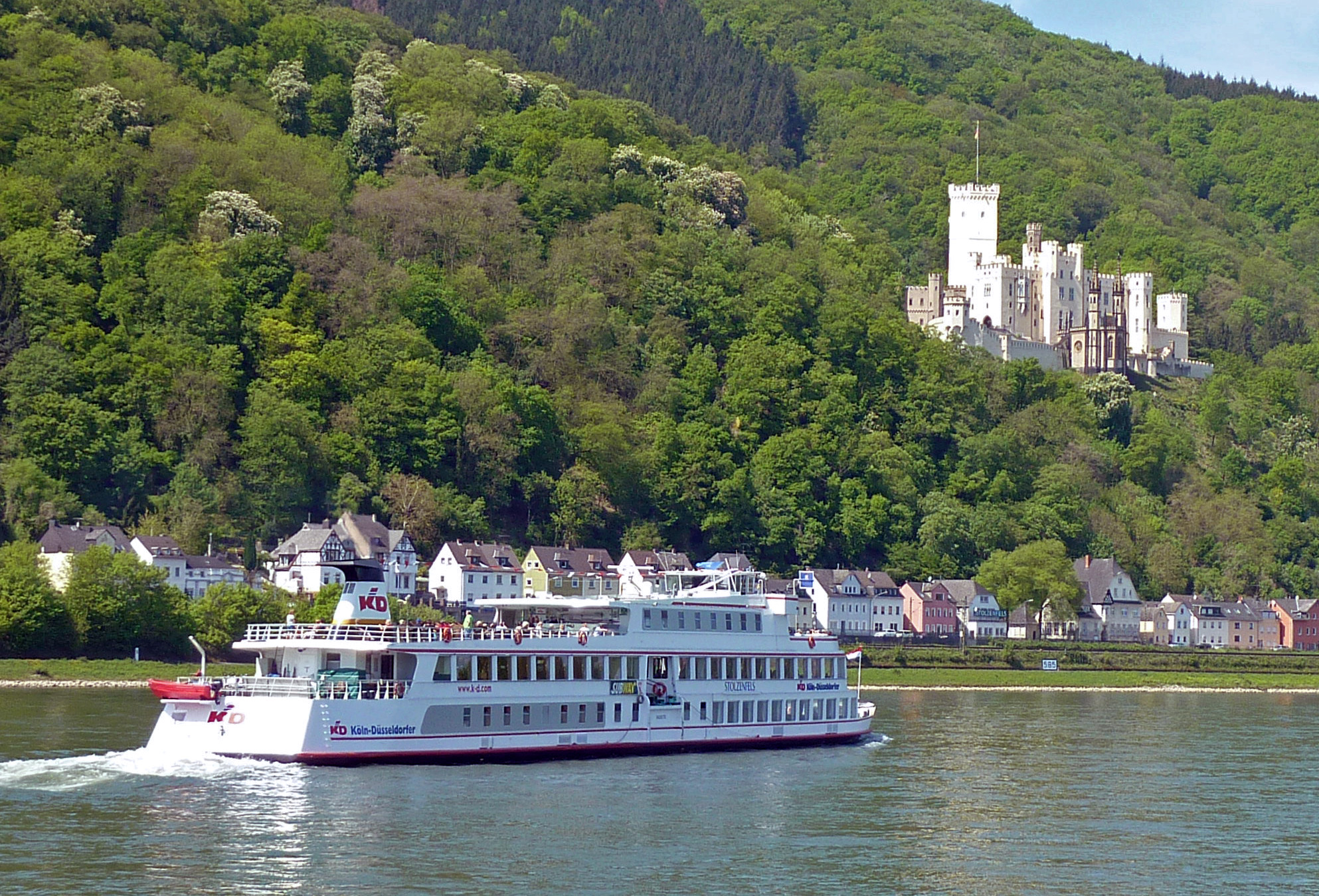
Die Stolzenfels vor der gleichnamigen Burg am Rhein

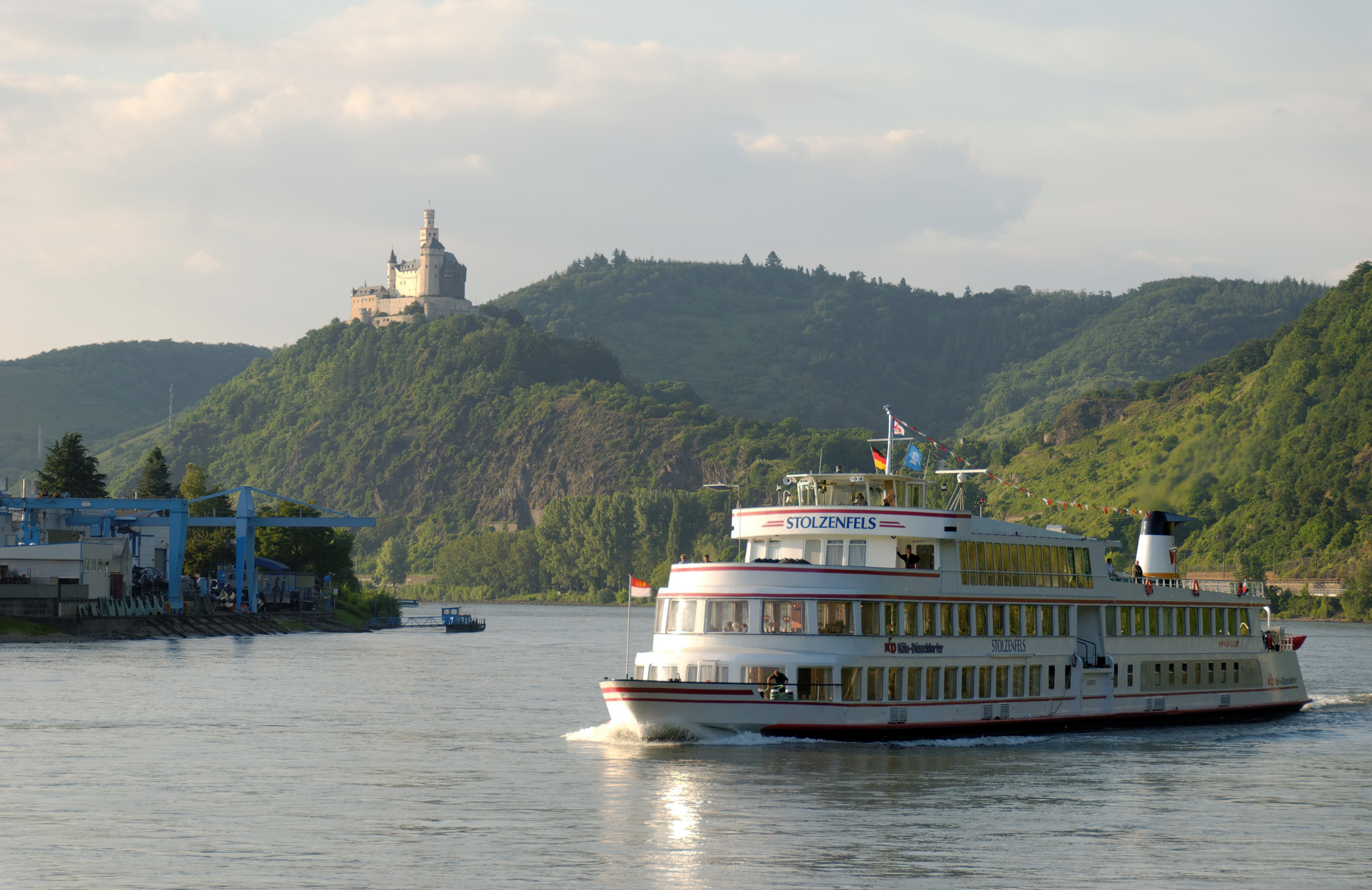
Bei Spay in Höhe der Schottel-Werft. Im Hintergrund die Marksburg.

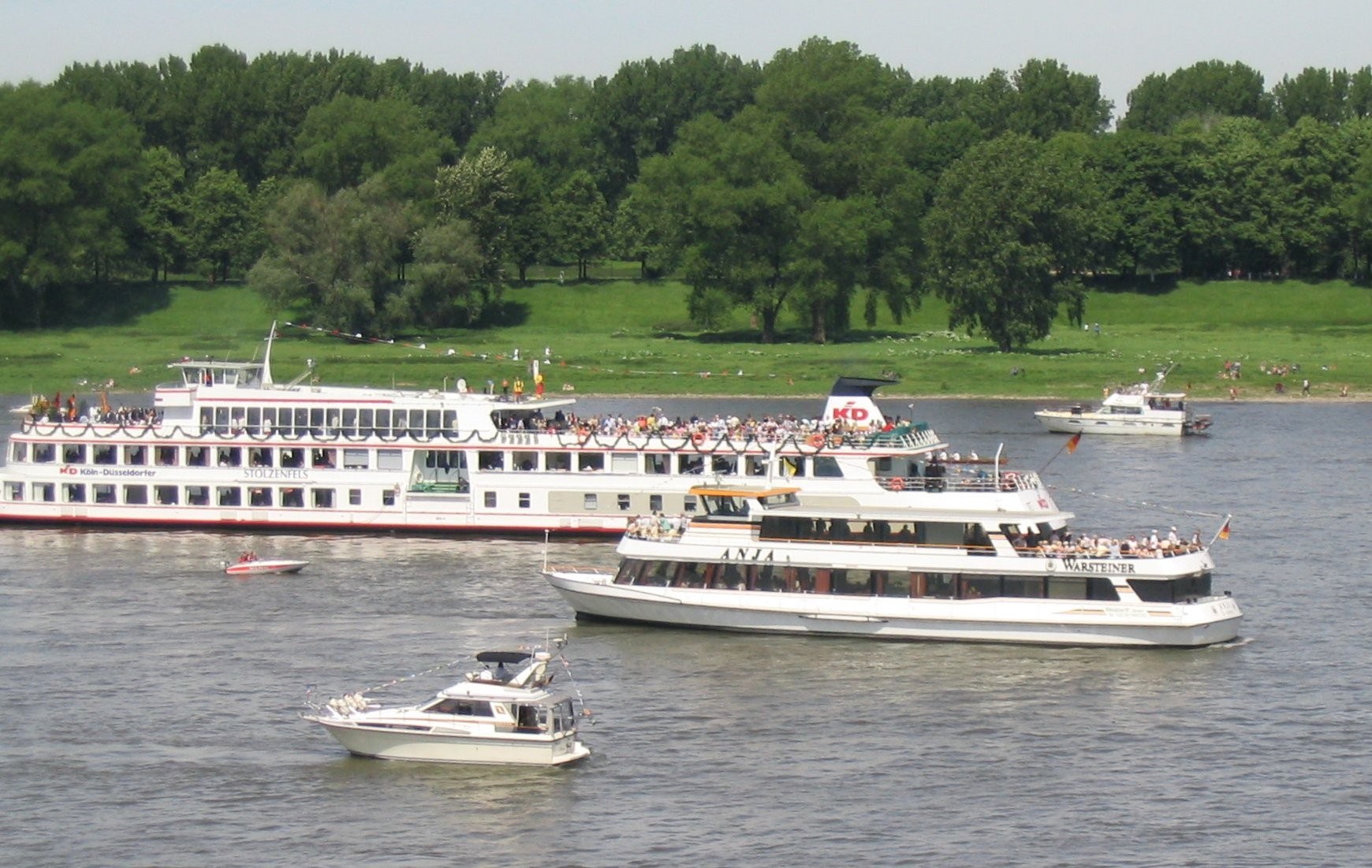
Die Stolzenfels als Hauptschiff bei der Mülheimer Gottestracht

Das Schiff wird von zwei 12-Zylinder-Dieselmotoren à 536 kW von Deutz vom Typ SBA12M816 über zwei Voith-Schneider-Antriebe Gr. 16, Typ G/100 angetrieben. Die Antriebe mussten 1989 nach einer Grundberührung bei Wesseling erneuert werden. Das Schiff ist 79,84 m lang, 9,60 m breit und 10,55 m hoch. Der Tiefgang wird bei Volllast mit 1,42 m angegeben.